# کازوهیرو کیوچی
کازوهیرو کیوچی (انگلیسی: Kazuhiro Kiuchi؛ زادهٔ ۱۴ سپتامبر ۱۹۶۰) مانگاکا، film director and novelist اهل ژاپن است.